# 2-萘磺酸
2-萘磺酸是一种有机化合物，化学式为C10H7SO3H。它是可溶于水的无色固体，常以一水或三水合物的形式存在。它可由萘和硫酸的磺化反应制得，在平衡条件下，1-萘磺酸会转化为更稳定的2-萘磺酸。
2-萘磺酸可以参与很多反应，如和氢氧化钠共熔后酸化，可以得到2-萘酚；进一步磺化得到1,6-、2,6-、2,7-萘二磺酸和1,3,6-萘三磺酸；和甲醛缩合得到聚萘磺酸。